# Eberhard Jüttner
Eberhard Jüttner (* 6. März 1940 in Haynau) ist ein deutscher Mediziner.

## Biografie
Jüttner studierte von 1958 bis 1964 Medizin an den Universitäten in Halle und Greifswald und war danach als praktizierender Arzt tätig. Er wurde 1969 an der Universität Leipzig zum Dr. med. promoviert. Anschließend wurde er Kreisarzt im Kreis Artern und ärztlicher Direktor der Poliklinik Artern. Nach der Wende in der DDR war er von 1991 bis zu seiner Pensionierung 2005 als Dozent an der Sozialakademie Sangerhausen und anderen Altenpflegeschulen tätig.
Jüttner war seit dem Jahr 1999 stellvertretender Vorsitzender des Deutschen Paritätischen Wohlfahrtsverbands, von 2009 bis 2012 war er dessen Vorsitzender. Ihm folgte dort Rolf Rosenbrock nach.

## Politik
Für Sachsen-Anhalt nominierte ihn die Partei Die Linke als Mitglied der 13. und der 14. Bundesversammlung.